# Nationaal park Alutaguse
Het Nationaal Park Alutaguse (Estisch: Alutaguse rahvuspark) is een nationaal park in Estland, opgericht in 2018. Het omvat een gebied van 435,68 km² in het noordoosten van het land. Het gebied bestaat onder andere uit duinen (Smolnitsaduinen op de noordoever van het Peipusmeer), de draslanden en meanders van de Narva, het merengebied van Kurtna, moerassen (Puhatu), venen (Muraka, Ratva), (loof)bossen (Poruni). Het nationaal park ontstond in 2018 nadat elf voordien al beschermde natuurgebieden werden samengevoegd. In het park leeft onder andere steenarend (en vier andere soorten arenden), moerassneeuwhoen, vliegende eekhoorn, zwarte ooievaar, bruine beer, lynx, wolf.

## Afbeeldingen

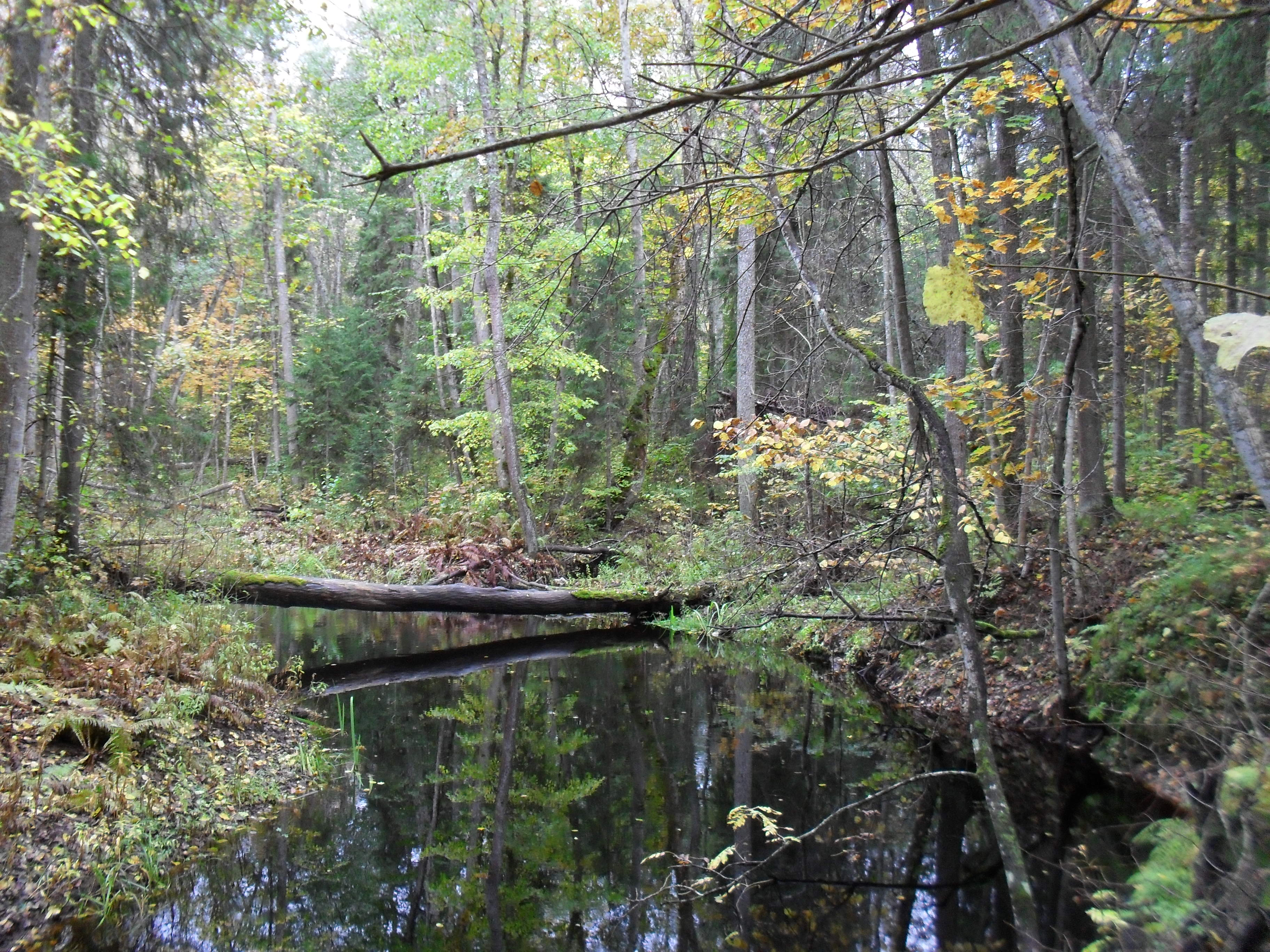
Puhatu-moeras
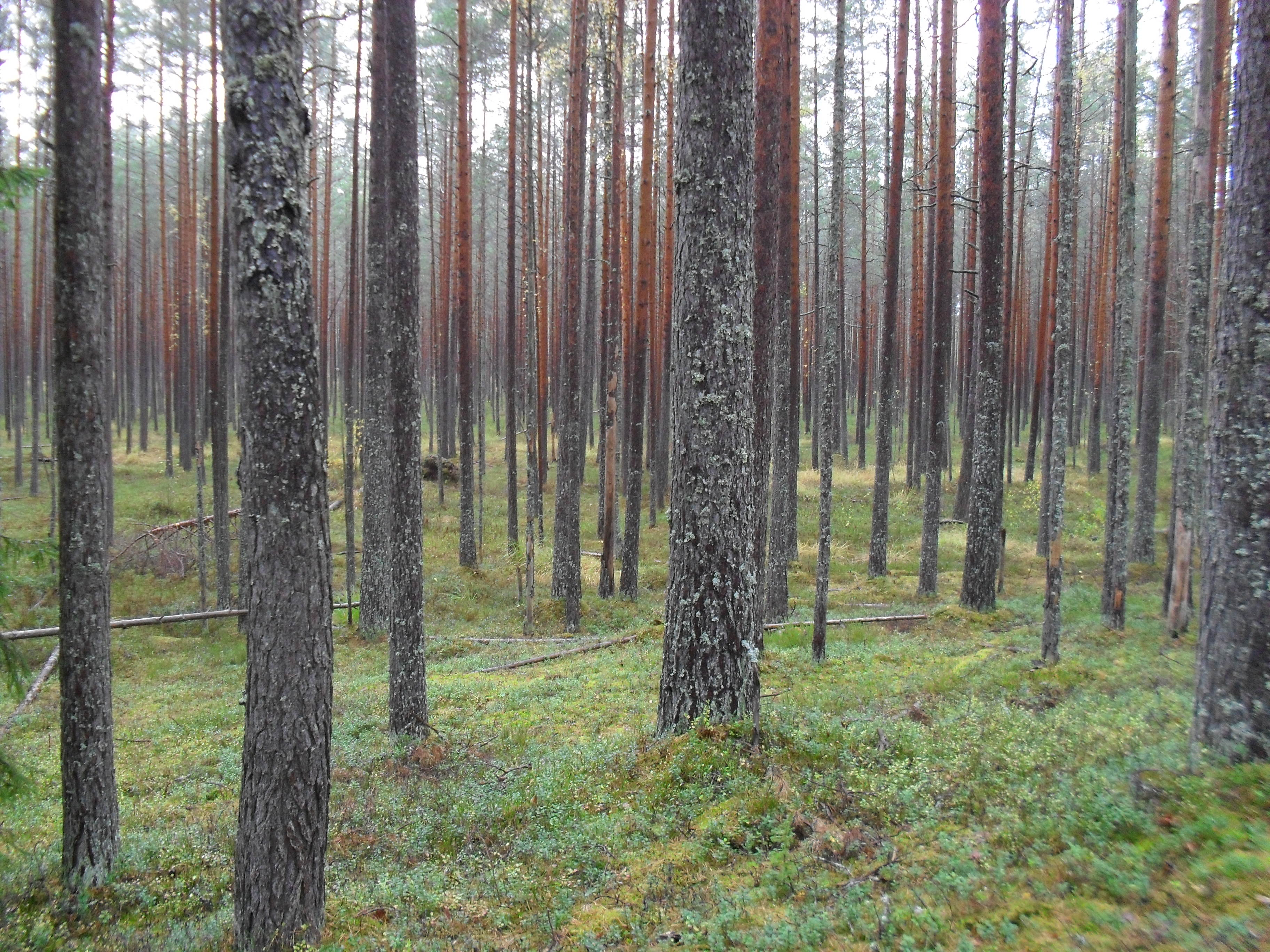
Agusalu-bos
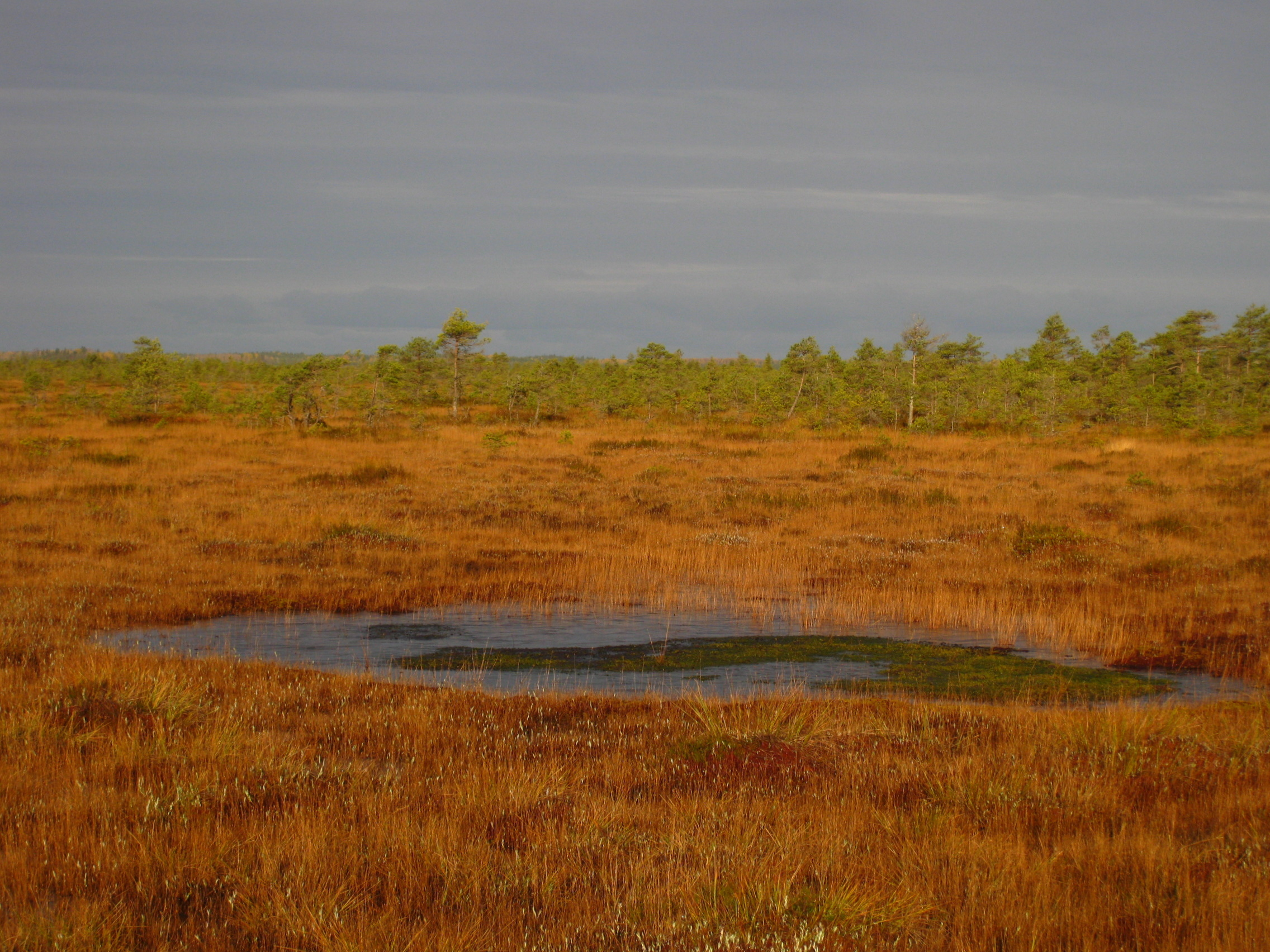
Muraka-veen